# Leucospis lankana
Leucospis lankana är en stekelart som beskrevs av Boucek och T.C. Narendran 1981. Leucospis lankana ingår i släktet Leucospis och familjen Leucospidae.
Artens utbredningsområde är Sri Lanka. Inga underarter finns listade i Catalogue of Life.